# Pipunculus rafaeli
Pipunculus rafaeli är en tvåvingeart som beskrevs av Skevington 1998. Pipunculus rafaeli ingår i släktet Pipunculus och familjen ögonflugor. Inga underarter finns listade i Catalogue of Life.